# Jezioro Rudnickie
Jezioro Rudnickie – jezioro w woj. wielkopolskim, w pow. pilskim, w granicach miasta Piła, leżące na terenie Doliny Gwdy.
Powierzchnia zwierciadła wody według różnych źródeł wynosi od 18,5 ha przez 19,6 ha do 34,15 ha
.
Zwierciadło wody położone jest na wysokości 57,8 m n.p.m. lub 58,4 m n.p.m. Średnia głębokość jeziora wynosi 2,3 m, natomiast głębokość maksymalna 3,7 m.
Jezioro położone około 5 km na północ od centrum Piły na terenie rezerwatu Kuźnik.
Jezioro leży przy drodze krajowej nr 10. Z jeziora wypływa rzeka Rudnica, która kończy swój bieg w pobliskim zalewie Koszyce. Nad tymże zalewem znajduje się także parking oddalony o około 1,2 km od jeziora.
W okolicy jeziora znajdują się małe zbiorniki wodne oraz rozległe bagna.